# Secret (zespół muzyczny)
Secret (kor. 시크릿; wym. [ˈsiːkɹɪt]; jap. シークレット, zapis stylizowany: SECRET) – girlsband z Korei Południowej. Grupa zadebiutowała w 2009 roku pod wytwórnią TS Entertainment, w składzie Jun Hyo-seong, Jung Ha-na, Han Sun-hwa i Song Ji-eun. Secret wydały swój debiutancki singel I Want You Back 13 października 2009 roku. W 2010 roku wydali dwa minialbumy zatytułowane Secret Time i Madonna wraz z ich głównymi singlami Magic i Madonna odpowiednio. W 2011 roku Secret wydały trzy kolejne single: Shy Boy, Starlight Moonlight i Love is Move. Jieun, główna wokalistka, także wydała solowy singel zatytułowany Going Crazy wspólnie z liderem B.A.P, Bang Yong-guk. W sierpniu 2011 roku grupa oficjalnie zadebiutowała w Japonii.
Secret był trzecim koreańskim girlsbandem, który zadebiutował w pierwszej dziesiątce na listach przebojów Oricon, z Kara i Girls' Generation jako pierwsza i druga grupa odpowiednio. W październiku 2011 roku ukazał się pierwszy album studyjny Moving in Secret. W marcu 2012 roku zespół udał się w trasę koncertową w Japonii zatytułowaną Secret 1st Japan Tour w celu promowania nowego singla Kore kurai no sayonara. We wrześniu 2012 roku Secret wydały swój trzeci minialbum zatytułowany Poison, po prawie roku nieobecności w południowokoreańskim przemyśle muzycznym z powodu ich aktywności w Japonii.

## Historia

### 2009: Debiut
Film dokumentalny Secret Story, który został wyemitowany na antenie Mnet, po raz pierwszy zaprezentował zespół widzom. Program przedstawił proces debiutowania członkiń grupy, wyemitowany został również ich pierwszy showcase, który odbył się 29 września 2009 roku. 13 października 2009 roku Secret oficjalnie zadebiutowały w teledysku do utworu I Want You Back, ich pierwszego singla. Dwa dni później, 15 października, po raz pierwszy wystąpiły na żywo w programie M! Countdown. Secret uczestniczyły w nagraniu ścieżki dźwiękowej dramy God of Study z piosenką Friends, która została wydana w styczniu 2010 roku.

### 2010:Secret TimeiMadonna

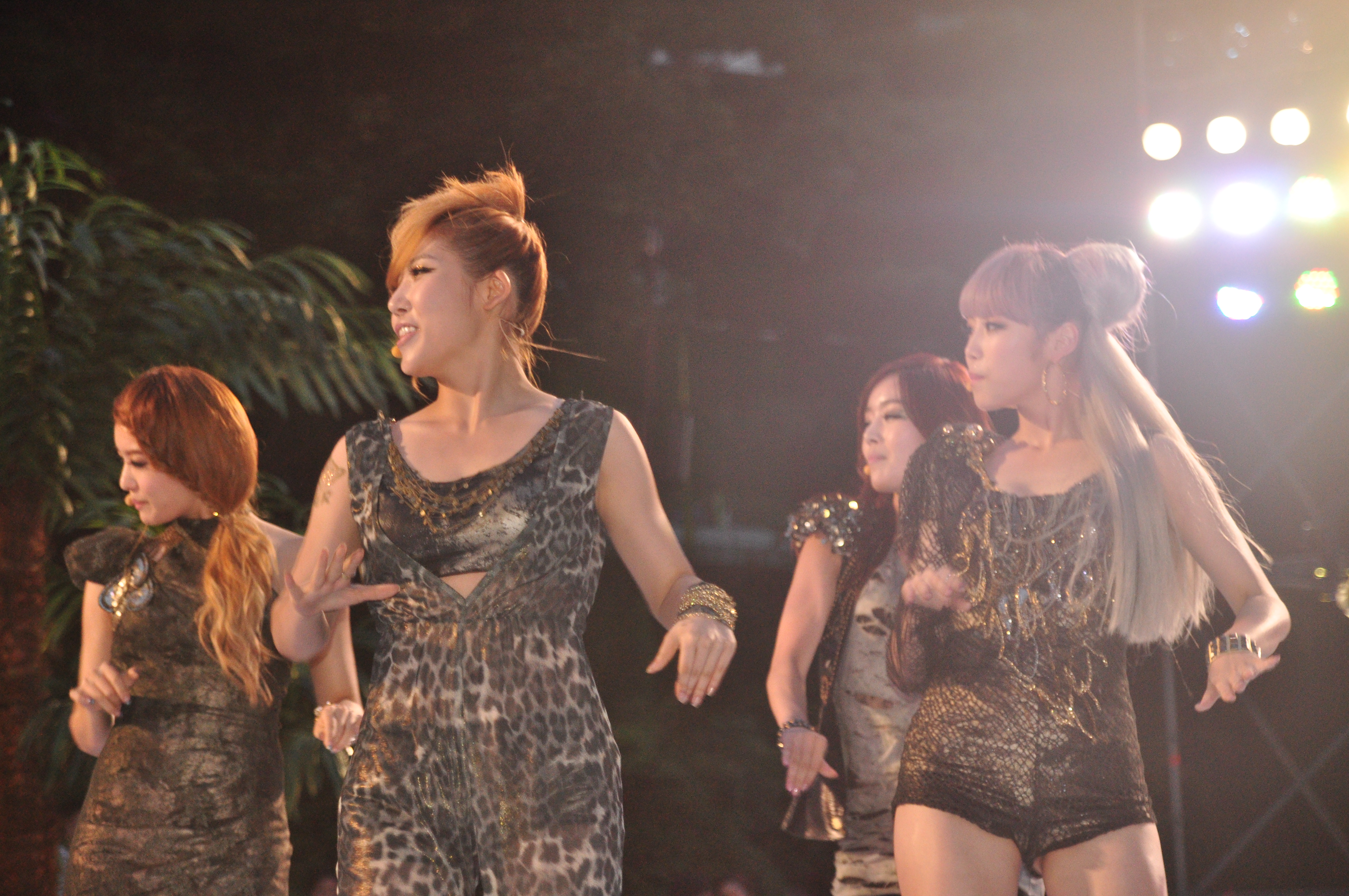
Secret podczas Mnet 20's Choice Awards w 2010 roku

31 marca 2010 roku ukazał się teledysk do Magic, głównego utworu z ich debiutanckiego minialbumu Secret Time. Comeback grupy Secret z utworem Magic odbył się w programie M! Countdown 8 kwietnia 2010 roku. Utwór zadebiutował na 5 miejscu listy Music Bank K-Chart. Teledysk szybko osiągnął milion wyświetleń w serwisach takich jak YouTube i Cyworld, a taniec "Suspender Dance", który pojawił się w nagraniu, zyskał popularność wśród internautów.
Drugi minialbum grupy, zatytułowany Madonna, ukazał się 12 sierpnia 2010 roku. Teledysk do tytułowego utworu, również zatytułowanego Madonna, został wydany 11 sierpnia. Kompozytorzy Kang Ji-won i Kim Ki-bum, którzy napisali słowa do Madonny, podkreślili, że inspiracją piosenki jest życie z ufnością przez stanie się ikoną tego pokolenia, podobnie jak amerykańska piosenkarka Madonna. Podobnie jak ich poprzedni singiel Magic, teledysk do Madonny osiągnął milion odsłon w serwisach takich jak YouTube i Cyworld. Madonna została przyjęta lepiej od Magic, znajdując się na szczycie każdej większej internetowej listy przebojów w ciągu dwóch tygodni, osiągając nr 1 na liście Gaon Chart. Piosenka zdobyła Nagrodę Główną podczas 20th Seoul Music Awards. 9 grudnia 2010 roku Secret uczestniczyły w 25th Golden Disk Awards, podczas którego zdobyły nagrodę „Newcomer Award”.

### 2011:Shy Boy,Starlight Moonlight,Moving in Secreti debiut w Japonii
2 stycznia 2011 roku Secret wydały teaser piosenki Shy Boy, a 6 stycznia został odsłonięty oficjalny teledysk. Koncepcją utworu był taniec swing, a charakteryzacja obejmowała stroje, fryzury oraz miejsce zainspirowane kulturą amerykańską z 1950 roku. Dodatkowo ich koleżanka z wytwórni Son Heon-soo także występuje w teledysku. 6 stycznia 2011 roku w programie muzycznym M! Countdown ma miejsce comeback grupy. 13 stycznia Sekret wygrały swoją pierwszą nagrodę muzyczną w M! Countdown, udało się im również utrzymać się na pierwszym miejscu w Music Bank przez trzy kolejne tygodnie. W tym czasie Sekret wygrały również nagrodę Mutizen w programie Inkigayo. Po około dwóch miesiącach Secret zakończyły promowanie singla Shy Boy, choć piosenka jeszcze silnie utrzymywała się na listach przebojów.
26 lutego 2011 roku TS Entertainment ogłosiło, że Jieun wyda jej drugi solowy singel Going Crazy 3 marca 2011 roku. Teaser singla ukazał się 28 lutego, a oficjalny teledysk miał swoją premierę 2 marca. Piosenka została nagrana z gościnnym udziałem Bang Yong-guk. W teledysku wystąpiła również aktorka Min Hyo-rin. Going Crazy znalazł się na szczycie listy Gaon, a także zdominował główne listy przebojów w Korei, takie jak Melon, Bugs!, Dosirak i Mnet.
Secret wydały drugi singel Starlight Moonlight 1 czerwca 2011 roku. Promocja płyty rozpoczęła się 2 czerwca od występu grupy w programie M! Countdown. Piosenka okazała się wielkim sukcesem – dzięki niej grupa Secret wygrała swój drugi "Mutizen" w programie Inkigayo. TS Entertainment ogłosiło, że Secret zadebiutują w Japonii z japońskim remakiem utworu Madonna jako singel. 6 czerwca 2011 roku zespół wystąpił w Japonii w swoim debiutanckim showcase'em. Występ zespołu został przyjęty pozytywnie w Japonii. Grupa wystąpiła też podczas „Mezamashi Live 2011” w Odaibie 4 sierpnia 2011 roku oraz w popularnym programie muzycznym Coming Soon!. 3 sierpnia 2011 roku został oficjalnie wydany ich pierwszy japoński singel pod tytułem Madonna. Potwierdzając dobry start zespołu w Japonii, singel zadebiutował 10 miejscu listy Oricon. Dodatkowo Secret był trzecim koreańskim girlsbandem, który zadebiutował w pierwszej dziesiątce na liście Oricon, inne to Kara i Girls' Generation odpowiednio jako pierwszy i drugi zespół.
TS Entertainment poinformowało również, że pierwszy album studyjny zespołu ukaże się w połowie października. Teaser teledysku głównego utworu Love to Move został wydany 12 października, a cały teledysk ukazał się 17 października 2011 roku. Album Moving in Secret miał swoją oficjalną premierę 18 października.
Utwór Shy Boy został przerobiony i posłużył jako utwór tytułowy debiutanckiego japońskiego minialbumu Shy Boy, teledysk do niego został opublikowany 8 października 2011 roku. Na płycie znalazły się dodatkowo m.in. japońska edycja Starlight Moonlight oraz świąteczny dodatek – utwór Christmas Magic. minialbum miał swoją premierę 16 listopada 2011 roku. Secret wzięły udział w KBEE (Korea Brand & Entertainment Expo) w Paryżu, we Francji, w dniach od 1 do 3 grudnia, gdzie dały darmowy koncert, a także odbyło się spotkanie z fanami i podpisywanie autografów. 28 grudnia Secret zostały oficjalnie mianowane ambasadorkami PR dla Korea Consumers Forum w D-Cube City.

### 2012:Welcome to Secret TimeiPoison

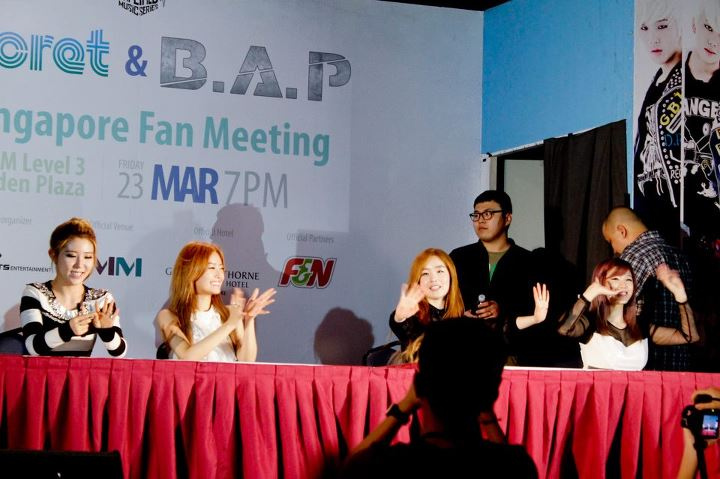
Secret w Singapurze podczas spotkania z fanami "Secret & B.A.P" w marcu 2012.

W lutym 2012 roku ukazał się ich drugi japoński singel Kore kurai no sayonara. 22 lutego 2012 roku zdobyły dwie nagrody „Piosenkarek Roku” podczas Gaon Chart Awards za Shy Boy i Starlight Moonlight. W celu promocji singla grupa udała się w trasę koncertową Secret 1st Japan Tour w marcu 2012 roku. Koncerty odbyły się 5 marca w ZEPP Osaka, 7 marca w ZEPP Nagoya i 8 marca w ZEPP Tokyo. Sekret wydały trzeci singel japoński Twinkle Twinkle 13 czerwca 2012 r., został on użyty jako zakończenie spin offu anime Naruto – Naruto SD: Rock Lee and his Ninja Pals emitowanego na antenie TV Tokyo. 6 lipca TS Entertainment ogłosiło, że 22 sierpnia grupa wyda swój pierwszy studyjny album w Japonii – Welcome to Secret Time. Singlem promującym album była japońska wersja utworu Love is Move przemianowana na Ai wa Move. Album zawierał ich koreańskie utwory Madonna i Shy Boy, japońskie wersje Love is Move i Starlight Moonlight, a także ich oryginalne japońskie piosenki Kore kurai no sayonara i Twinkle Twinkle.

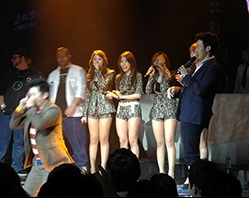
Secret podczas wywiadu po wykonaniu Poison, listopad 2012 r.

W sierpniu 2012 roku TS Entertainment ogłosiło, że po prawie roku nieobecności w branży Korei Południowej, we wrześniu będzie miał miejsce comeback grupy z nowym minialbumem Poison. Piosenka z nowej płyty, Poison, została opisana jako „optymistyczny utwór taneczny”. Według ich stylisty, dziewczyny idą za koncepcją „opartą na Brytyjskim wizerunku damy i szpiegowskim z lat 1940”. 7 września 2012 roku TS Entertainment opublikował zwiastun teledysku do piosenki. Klimat teledysku jest utrzymany w stylu starego kina hollywoodzkiego.
Po zakończeniu działań promocyjnych minialbumu Poison w październiku, TS Entertainment ujawniło, że Secret udadzą się na krótką przerwę przygotowując się jednocześnie do wydania nowego singla w grudniu 2012 roku. TS Entertainment ujawniło również, że będą one pracować z nowym producentem. 26 listopada TS Entertainment opublikowało zdjęcie Jieun promujące nowy singel grupy zatytułowany Talk That. Zapowiedzianą datą premiery był 4 grudnia 2012 roku'. 29 listopada TS Entertainment wydał zwiastun teledysku utworu Talk That. Teledysk do Talk That został wyreżyserowany przez Hong Won-ki. Talk That otrzymał ogólnie pozytywne recenzje od krytyków, z których większość chwaliła piosenkę za dojrzały styl muzyczny i koncepcję, w przeciwieństwie do poprzednich singli grupy.
W nocy 11 grudnia 2012 roku w drodze powrotnej dormitorium Secret uczestniczyły w poważnym wypadku samochodowym, z którego Hyoseong, Jieun i Sunhwa wyszły tylko z kilkoma zadrapaniami i bólem kolana, ale Hana złamała żebro i posiniaczyła swoje płuca. TS Entertainment ujawniło, że działania grupy będą wstrzymane aż do 27 grudnia, aby dać im wystarczająco dużo czasu na odpoczynek przed 2012 KBS Gayo Festival. 27 grudnia Han Sun-hwa i Yoo Young-jae z B.A.P nawiązali współpracę i wydali cyfrowy singel zatytułowany Everything is Pretty jako prezent dla fanów B.A.P i Secret.

### 2013: Międzynarodowa aktywność iLetter from Secret
W pierwszym miesiącu tego roku grupa nadal kontynuowała występy z utworem Talk That na różnych pokazach muzycznych i rozdaniach nagród bez Hany. 8 stycznia TS Entertainment ogłosiło, że Hana powróci do dołączyć do grupy 16 stycznia, aby wystąpić podczas 27th Golden Disk Awards w Kuala Lumpur, ale data ta została przesunięta ponieważ choreografia występu została uznana za niebezpieczna dla jej pełnego wyzdrowienia. 10 stycznia 2013 r. KBS ujawniło, że Han Sun-hwa zadebiutuje jako aktorka w serialu Gwanggo-cheonjae Lee Tae-baek jako Ran Lee-so, aspirująca aktorka, młodsza siostra Lee Tae-baek granego przez Jin Goo. Hana zakończyła swoją przerwę i oficjalnie powróciła do zespołu występując podczas 22nd Seoul Music Awards i zdobywając z grupą nagrodę Bonsang Awards. W styczniu Hyoseong podpisała kontrakt na wyłączność z marką bielizny Yes jako twarz marki dla swojej wiosenno-letniej kolekcji co przyczyniło się do wzrostu sprzedaży.
18 marca TS Entertainment ujawniło, że Secret powróci do Singapuru z solowym koncertem. Koncert, nazwany „Secret Live in Singapore”, odbył się 29 marca w Marina Bay Sands Convention Hall dla 5000 fanów. TS Entertainment opublikowało materiał wideo z Hyoseong śpiewającą utwór Crazy in Love Beyoncé i Haną śpiewającą jej solowy utwór Amazinger i Ride Ciary. Podczas konferencji prasowej koncertu Secret wspomniały o nadchodzącym comebacku pod koniec kwietnia. 14 kwietnia Sunhwa i Kwang-hee z zespołu ZE:A zakończyli swój 8-miesięczny udział w programie randkowym reality show We Got Married stacji MBC.
30 kwietnia zespół wydał swój czwarty minialbum Letter from Secret promowany przez singel YooHoo. Zwiastun teledysku został wydany 25 kwietnia i przedstawiał członkinie zespołu Secret spacerujące po plaży, został nakręcony w Saipan. Począwszy od tego albumu, Zinger oficjalnie zaczęła używać jej prawdziwego imienia Jung Ha-na w swoich przyszłych wydawnictwach. W maju 2013 roku zarząd turystyki z Marianów Północnych nazwał Secret ich najnowszymi ambasadorkami turystyki, dołączając do południowokoreańskiego artysty i międzynarodowej gwiazdy muzyki pop Psy'a, który dołączył w 2012 roku.
W czerwcu Secret podpisały kontrakt z Kiss Entertainment w związku przyszłymi działaniami w Japonii. Przeniosły się również z Sony Music do konkurencyjnej Universal Music Group Japan (filia Universal D).
Comeback zespołu został potwierdzony na 9 grudnia z nowym utworem I Do I Do. 1 grudnia oficjalny zwiastun z wizerunkiem liderki Hyoseong został ujawniony na oficjalnej stronie Facebooka zespołu promujący trzeci CD singel zatytułowany Gift from Secret, wydany 9 grudnia 2013 roku.

### 2014:SECRET SUMMERi solowy debiut
5 lutego 2014 roku została wydana japońska wersja piosenki I Do I Do. Singel został wydany przez wytwórnię Kiss Entertainment. W kwietniu TS Entertainment zapowiedziało solowy debiut Hyoseong. Jej CD singel TOP SECRET, wyprodukowany przez Duble Sidekick, ukazał się 12 maja 2014 roku.
Japońska wersja singla YooHoo została wydana 23 lipca.
11 sierpnia zespół wydał piąty koreański minialbum zatytułowany SECRET SUMMER, który promowany był przez główny singel z płyty – I’m in Love.

### 2016–2018: Odejście Sunhwy, spory prawne z TS i rozwiązanie zespołu
26 września ogłoszono, że Sunhwa opuści zespół, ponieważ nie przedłużyła kontraktu z TS Entertainment w celu kontynuowania kariery aktorskiej. Grupa będzie kontynuować pracę z trzema członkiniami.
28 lutego 2018 roku poinformowano o sporach prawnych Hyoseong i Jieun z TS Entertainment. Spory prawne Hyoseong z TS wynikły między innymi z braku otrzymywania płatności. Doniesiono również, że w sierpniu 2017 roku Jieun złożyła wniosek do Korean Commercial Arbitration Board w celu zweryfikowania czy kontrakt z wytwórnią wygasł z powodu nieprzestrzegania warunków umowy przez TS Entertainment. Później tego samego dnia Jieun opublikowała na swoim Instagramie, że nie jest już członkiem Secret, ponieważ jej kontrakt został naruszony i już nie obowiązuje.
5 marca prawnik Hyoseong ujawnił, że złożyła ona pozew cywilny przeciwko TS Entertainment we wrześniu 2017 roku w celu potwierdzenia, że jej umowa z agencją nie jest już ważna. Prawnik stwierdził, że Hyoseong nie otrzymała należnych jej płatności, a TS Entertainment przeniosło również prawa do zarządzania wynikające z wyłącznej umowy z piosenkarką na inną osobę bez zgody Hyoseong. Było to nie tylko wyraźnym naruszeniem jej kontraktu, ale również źródłem niestabilności w jej aktywności jako piosenkarki. Dodał również, że jest mało prawdopodobne, aby Hyoseong pozostała członkiem Secret, biorąc pod uwagę sytuację oraz brak zaufania i komunikacji między nią a agencją, ostatecznie kończąc aktywność zespołu.

## Członkowie

### Obecne
| Pseudonim   | Pseudonim | Prawdziwe imię | Prawdziwe imię | Data urodzenia     | Pozycja                         |
| Latynizacja | Hangul    | Latynizacja    | Hangul         | Data urodzenia     | Pozycja                         |
| ----------- | --------- | -------------- | -------------- | ------------------ | ------------------------------- |
| Hana1       | 하나      | Jung Ha-na     | 정하나         | 2 lutego 1990(dts) | Główna raperka, główna tancerka |

1 Do kwietnia 2013 roku Hana używała pseudonimu Zinger.

### Byłe
| Pseudonim   | Pseudonim | Prawdziwe imię | Prawdziwe imię | Data urodzenia            | Pozycja                              |
| Latynizacja | Hangul    | Latynizacja    | Hangul         | Data urodzenia            | Pozycja                              |
| ----------- | --------- | -------------- | -------------- | ------------------------- | ------------------------------------ |
| Hyoseong    | 효성      | Jun Hyo-seong  | 전효성         | 13 października 1989(dts) | Liderka, wokalistka, główna tancerka |
| Sunhwa      | 선화      | Han Sun-hwa    | 한선화         | 6 października 1990(dts)  | Wokalistka, visual                   |
| Jieun       | 지은      | Song Ji-eun    | 송지은         | 5 maja 1990(dts)          | Główna wokalistka                    |

## Dyskografia

### Dyskografia koreańska
Albumy studyjne
- Moving in Secret (2011)

Minialbumy
- Secret Time (2010)
- Madonna (2010)
- Poison (2012)
- Letter from SECRET (2013)
- SECRET SUMMER (2014)

### Dyskografia japońska
Albumy studyjne
- Welcome to Secret Time (2012)

Minialbumy
- Shy Boy (2011)